# 白狼城
白狼城是中国古代城名。在今辽宁省喀喇沁左翼蒙古族自治县西南。
西汉设立白狼县，以白狼山得名。属于右北平郡，东汉白狼县被废除。十六国白狼城为北燕重镇，设立并州。390年九月，北平郡人吴柱拥立法长为天子突进白狼城。北魏为建德郡的治所。